# Havetoft

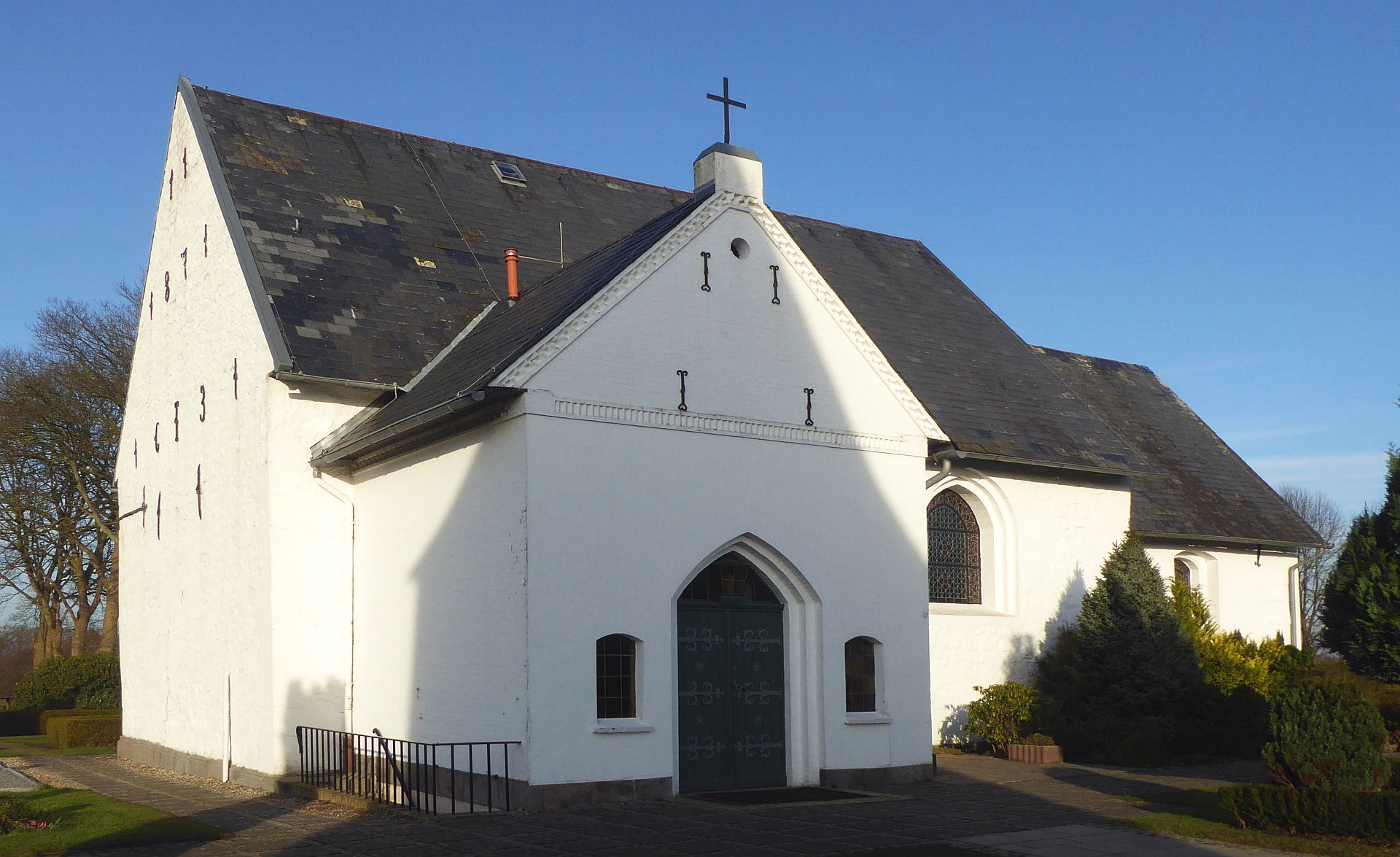
Marienkirche zu Havetoft (2018)

Havetoft (sønderjysk: Håwtåwt) ist eine Gemeinde im Kreis Schleswig-Flensburg in Schleswig-Holstein.

## Geographie

### Geographische Lage
Das Gemeindegebiet von Havetoft erstreckt sich am Havetofter See im Naturraum Angeln (Haupteinheit Nr. 700). Die Niederung der Hostruper Au erstreckt sich in Ost-West-Richtung im Gemeindegebiet. Ein Zufluss bildet der vom Havetofter See heran führende Havetofter Mühlenstrom, dessen Name auf eine Wassermühle zurückgeht.

### Gemeindegliederung
Die Gemeinde Havetoft besteht aus mehreren Ortsteilen, sogenannte Wohnplätze. Neben dem namenstiftenden Kirchdorf befinden sich ebenfalls das weitere Dorf Hostrup, die Häusergruppen Havetoftfeld (dänisch Havetoftmark), Holming, Holmingfeld (dänisch Holmingmark), Hostrupfeld (dänisch Hostrupmark), Hostrupholz (dänisch Hostrupskov), Kroxbüll (dänisch Krogsbøl) und Süderhavetoft, die Hofsiedlungen Gardinenhof, Kallehau (Kollehav angeldänisch: Kalleshaw) und Neuhof (dänisch Nygård), die Haussiedlung Neuheim sowie die Streusiedlungen Holmingfeld und Osterhavetoft (Øster Havetoft) im Gemeindegebiet.

## Geschichte
Der Ort wurde 1302 erstmals erwähnt (Dipl. Dan.). Der Ortsname bedeutet Siedlung mit kleinen umzäunten Landstücken zu dän. have. Hostrup wurde erstmals 1425 (Dipl. Flensb.) erwähnt und bedeutet Dorf des Horsi, ein Rufname. der zu hors (≈Pferd, altnordisch: hross) gehört und mehrere Parallelen in Dänemark hat.
Der Ort bildet den Mittelpunkt des Kirchspiels Havetoft (Havetoft Sogn). Bis zum Deutsch-Dänischen Krieg 1864 lag der Kirchort in der Struxdorfharde (Strukstrup Herred) im Amt Gottorf (Gottorp Amt) im Herzogtum Schleswig (Sønderjylland).
Die aus Granitquadern und Feldsteinen erbaute Marienkirche wurde im 12. Jahrhundert errichtet. Der separate hölzerne Glockenstapel wurde 1763 erbaut.

## Eingemeindungen
Am 1. Februar 1974 wurde die Gemeinde Hostrup eingegliedert.

## Politik

### Gemeindevertretung
Bei der Kommunalwahl am 14. Mai 2023 wurden insgesamt elf Sitze vergeben. Die Allgemeine Kommunale Wählergruppe Havetoft erhielt sechs Sitze, die CDU drei Sitze und der SSW zwei Sitze.

### Wappen
Blasonierung: „Von Silber und Gold durch einen roten Schrägwellenbalken geteilt. Oben ein roter Pferdekopf mit silberner Blesse und unten ein rotes Hecktor.“
Die Gemeinde Havetoft besteht aus den Ortsteilen Havetoft und Hostrup. Sie waren bis in die 1950er Jahre reine Bauerndörfer, in denen überwiegend das Pferd als Zugtier auf den Höfen eingesetzt wurde. Der Namen des Ortsteils Hostrup (Host = Hors = Pferd) verweist ebenfalls auf das Pferd, so dass für das Wappen ein Pferdekopf gewählt wurde. Das Hecktor, Einlass auf ein eingefriedetes Feld, steht für den Namensbestandteil des Ortsteils Havetoft (Have = Einhegung). Der Wellenbalken erinnert an die Bollingstedter Au, welche die Ortsteile trennt.

## Kultur und Sehenswürdigkeiten
Die Kirchengemeinde Havetoft betreut neben den christlichen Gläubigen in der politischen Gemeinde Havetoft auch diejenigen in den weiteren Gemeinden Klappholz und Havetoftloit. Die hat rund 1600 Gemeindeglieder und ist Teil der Kirchenregion „Angeln Nord-West“.
Wertvolle Jugendarbeit für Havetoft und die umliegenden Gemeinden in Mittelangeln leistet seit über 20 Jahren der Verband Christlicher Pfadfinderinnen und Pfadfinder, VCP Havetoft-Satrup, Stamm Nimrod.

## Wirtschaft
Die Wirtschaft im Gemeindegebiet ist überwiegend von der Urproduktion der Landwirtschaft geprägt. Daneben weist der Ort auch reine Wohngebiete auf.
Eine bekannte Einrichtung im Ort ist das 1888 von Pastor Johannes Witt als Waisenhaus gegründete Elisabethheim. Es ist eine heilpädagogische Kinder- und Jugendhilfeeinrichtung. Benannt wurde es nach der 1885 verstorbenen Tochter Elisabeth Witt, die sich sehr für Waisenkinder der Region einsetzte.

## Personen
- Andreas Reuter (1798–1847), Orgelbauer
- Asmus Lorenzen (1828–1912), Landwirt und Abgeordneter im Reichstag
- Johannes Peter Lange (1867–1953), evangelisch-lutherischer Pastor und Landessuperintendent
- Asmus Jessen (1890–1977), Kunsterzieher, Maler und Graphiker